# Triphosa tremulata
Triphosa tremulata là một loài bướm đêm trong họ Geometridae.